# انتخابات الرئاسة الإيرانية 2017
الانتخابات الرئاسية الإيرانية 2017 هي الدورة الثانية عشر من الانتخابات الرئاسية في إيران، جرت في 19 مايو 2017، وذلك تزامنًا مع الدورة الخامسة لانتخابات المجالس البلدية والقروية والانتخابات التكميلية لمجلس الشورى الإسلامي.
وقد وافق مجلس صيانة الدستور على ترشيح 6 شخصيات لخوض الانتخابات الرئاسية وهم حسن روحاني وإبراهيم رئيسي ومحمد باقر قاليباف وإسحاق جهانغيري ومصطفي هاشمي طبا ومصطفي مير سليم.

## الجدول الزمني
أعلنت وزارة الداخلية الإيرانية في 1 أبريل 2017 الجدول الزمني للانتخابات الرئاسية لعام 2017:
- 11 أبريل - بدء عملية تسجيل المرشحين للانتخابات الرئاسية
- 15 أبريل - انتهاء فترة تسجيل المرشحين عند الساعة 18:00 بالتوقيت المحلي
- 16 أبريل - بدء مجلس صيانة الدستور فحص المرشحين المسجلين
- 20 أبريل - عملية دراسة شكاوى المرشحين غير المؤهلين من قبل مجلس صيانة الدستور
- 20 أبريل - الكشف عن القائمة النهائية للمرشحين
- 21 أبريل - بدء الحملة الانتخابية للمرشحين النهائيين
- 17 مايو -، انتهاء الحملة الانتخابية وبدء الصمت الانتخابي
- 19 مايو - بدء عملية التصويت

## مرشحون نهائيون
في 20 أبريل 2017، اعلنت وزارة الداخلية الإيرانية أسماء 6 مرشحين وافق على مشاركتهم مجلس صيانة الدستور لخوض الدورة الـ12 للانتخابات الرئاسية وهم حسن روحاني وإبراهيم رئيسي، محمد باقر قاليباف واسحاق جهانغيري ومصطفى هاشمي طبا ومصطفى ميرسليم. فيما رفض مجلس صيانة الدستور ترشيح الرئيس السابق محمود أحمدي نجاد ومساعده السابق حميد بقائي.
| المرشح          | الحزب                       | المناصب                                                                         | المناصب                                                                   | المناصب | المناصب                                                                                          |
| المرشح          | الحزب                       | التنفيذية                                                                       | التشريعية                                                                 | القضائية | العسكرية/الأمنية                                                                                 |
| --------------- | --------------------------- | ------------------------------------------------------------------------------- | ------------------------------------------------------------------------- | --- | ------------------------------------------------------------------------------------------------ |
| مصطفي هاشمي طبا | حزب كوادر البناء            | رئيس اللجنة الوطنية الاولمبية (1994–2001) وزير الصناعات الثقيلة (1981–1982)     | —                                                                         | — | —                                                                                                |
| مصطفی مير سليم  | حزب المؤتلفة الإسلامي       | وزير الثقافة والإرشاد الإسلامي (1994–1997) المشرف علی إدارة الرئاسة (1982–1989) | —                                                                         | — | رئيس إدارة الشرطة (1980–1981)                                                                    |
| إبراهيم رئيسي   | جمعية علماء الدين المجاهدين | —                                                                               | —                                                                         | المدعي العام في إيران (2014–2016) نائب رئيس السلطة القضائية (2004–2014) رئيس دائرة التفتيش العامة في إيران (1994–2004) | —                                                                                                |
| حسن روحاني      | حزب الإعتدال والتنمية       | رئيس الجمهورية (منذ 2013)                                                       | النائب الأول لرئيس البرلمان (1992–2000) عضو البرلمان الإيراني (1980–2000) | — | الأمين العام للمجلس الأعلى للأمن القومي (1989–2005) نائب القائد العام للقوات المسلحة (1988–1989) |

### المرشحون المنسحبون
- في 15 مايو 2017 أعلن المرشح محمد باقر قاليباف انسحابه من سباق الانتخابات الرئاسية لصالح إبراهيم رئيسي.[4]
- في 16 مايو 2017 أعلن مرشح التيار الإصلاحي إسحاق جهانغيري سحب ترشحه من السباق الانتخابي لصالح الرئيس حسن روحاني مشيراً إلى أنه قد جاء ليكون صدى لتيار الإصلاحات.[5]

| المرشح            | الحزب                                               | المناصب | المناصب                           | المناصب  | المناصب                                                         | انسحابه لصالح |
| المرشح            | الحزب                                               | التنفيذية | التشريعية                         | القضائية | العسكرية/الأمنية                                                | انسحابه لصالح |
| ----------------- | --------------------------------------------------- | --- | --------------------------------- | -------- | --------------------------------------------------------------- | ------------- |
| محمد باقر قاليباف | جمعية التقدم والعدالة لإيران الإسلامية [الإنجليزية] | عمدة مدینه طهران (منذ 2005) | —                                 | —        | قائد الشرطة (2000–2005) قائد سلاح الجو للحرس الثوري (1997–2000) | إبراهيم رئيسي |
| إسحاق جهانغيري    | حزب كوادر البناء                                    | النائب الأول لرئيس الجمهورية (منذ 2013) وزير الصناعة والمناجم (2000–2005) وزير المعادن (1997–2000) محافظ مدينة أصفهان (1992–1997) | عضو البرلمان الإيراني (1984–1992) | —        | —                                                               | حسن روحاني    |

## النتائج

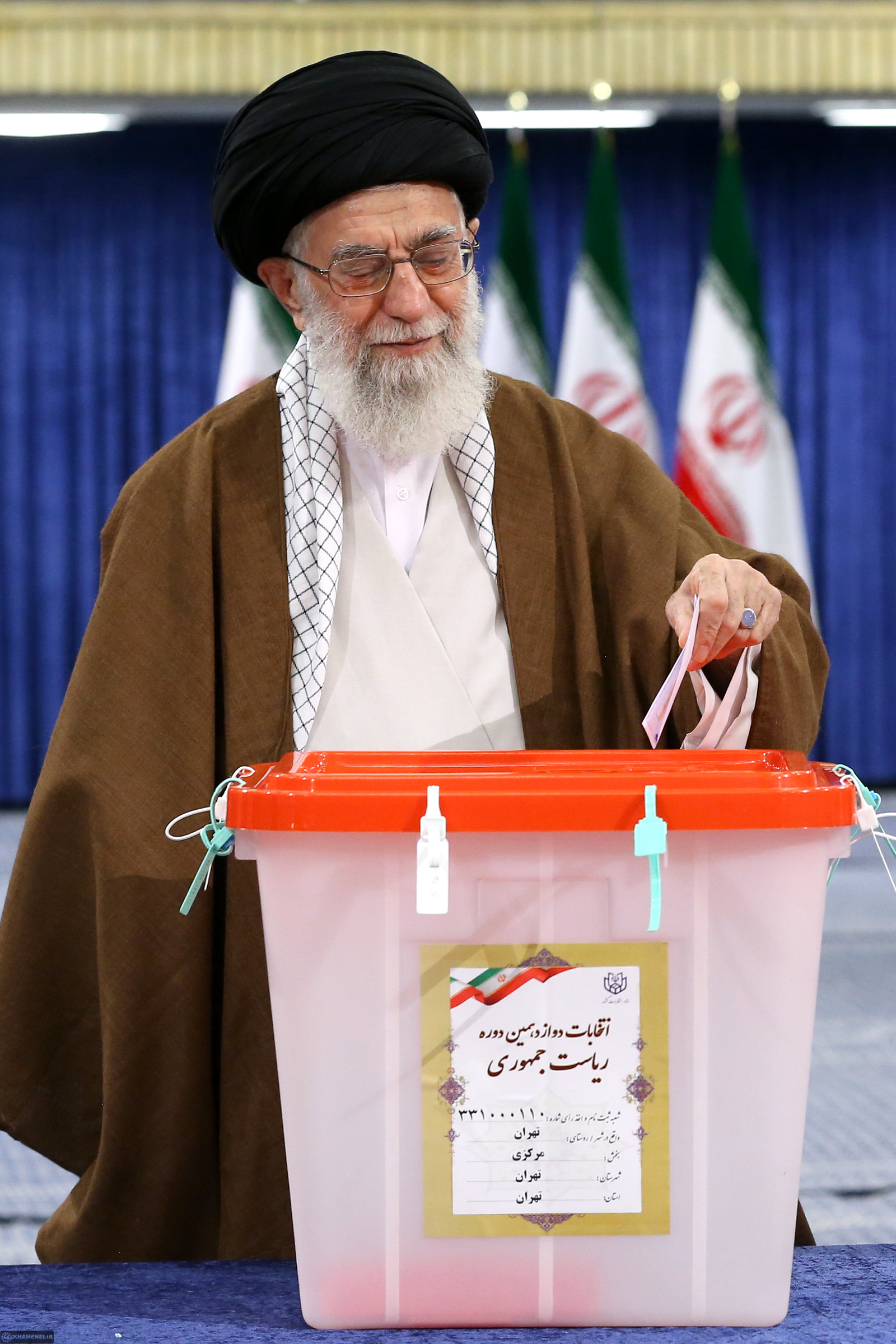
قائد الثورة الإسلامية آية الله علي خامنئي يصوّت في الإنتخابات الرئاسية الإيرانية 2017

ووفقا للنتائج النهائية، صوت 42,382,390 شخصا وبلغت نسبة الإقبال 73٪. وزارة الداخلية تعلن عن النتائج تدريجيا ابتداء من الساعة 12:00 صباحا في اليوم التالي للانتخابات. تم الإعلان عن النتائج النهائية في الساعة 14:00 بعد الظهر.
في يوم السبت 20 مايو 2017 أعلن رئيس لجنة الانتخابات الإيرانية، علي أصغر أحمدي، أن الرئيس الإيراني حسن روحاني فاز بولاية ثانية، بحوالي 23 مليون صوت، أي أنه حاز على 56% من الأصوات، حيث تقدم بذلك على مرشح التيار أصوليون إيرانيون إبراهيم رئيسي، بفارق 7 ملايين صوت تقريباً، بعد فرز أكثر من 40 مليون صوت. وهنأ التلفزيون الرسمي الإيراني روحاني على فوزه بولاية ثانية.
| انتخابات إيران الرئاسية 2017             | انتخابات إيران الرئاسية 2017 | انتخابات إيران الرئاسية 2017 | انتخابات إيران الرئاسية 2017 | انتخابات إيران الرئاسية 2017 |
| مرشح                                     | مرشح                         | حزب                          | آراء                         | %                            |
| ---------------------------------------- | ---------------------------- | ---------------------------- | ---------------------------- | ---------------------------- |
|                                          | حسن روحاني                   | حزب الإعتدال والتنمية        | 23,549,616                   | 58.58%                       |
|                                          | إبراهيم رئيسي                | جمعية علماء الدين المجاهدين  | 15,786,449                   | 39.71%                       |
|                                          | مصطفی ميرسليم                | حزب المؤتلفة الإسلامي        | 478,215                      | 1.17%                        |
|                                          | مصطفی هاشمي طبا              | حزب كوادر البناء             | 215,450                      | 0.54%                        |
| الأصوات الصالحة                          | الأصوات الصالحة              | الأصوات الصالحة              | 41,220,131                   | 97.25%                       |
| أصوات فارغة أو غير صالحة                 | أصوات فارغة أو غير صالحة     | أصوات فارغة أو غير صالحة     | 1,162,259                    | 2.74%                        |
| إجمالي الأصوات المدلى بها                | إجمالي الأصوات المدلى بها    | إجمالي الأصوات المدلى بها    | 42,382,390                   | 100%                         |
| الناخبين المسجلين / الإقبال              | الناخبين المسجلين / الإقبال  | الناخبين المسجلين / الإقبال  | 56,410,234                   | 73%                          |
| مصادر: وزارة الداخلية مجلس صيانة الدستور |                              |                              |                              |                              |

| \| جدول النتائج \| جدول النتائج \| جدول النتائج \| جدول النتائج \| جدول النتائج \| \| --------------- \| --------------- \| ------------ \| ------------ \| ------------ \| \| \| \| \| \| \| \| روحاني \| روحاني \| \| 58.58% \| 58.58% \| \| رئيسي \| رئيسي \| \| 39.71% \| 39.71% \| \| مير سليم \| مير سليم \| \| 1.17% \| 1.17% \| \| هاشمي طبا \| هاشمي طبا \| \| 0.54% \| 0.54% \| \| الأصوات الصالحة \| الأصوات الصالحة \| \| 97.09% \| 97.09% \| \| أصوات غير صالحة \| أصوات غير صالحة \| \| 2.90% \| 2.90% \| |                 |  |        |        |
| جدول النتائج |                 |  |        |        |
| |                 |  |        |        |
| روحاني | روحاني          |  | 58.58% | 58.58% |
| رئيسي | رئيسي           |  | 39.71% | 39.71% |
| مير سليم | مير سليم        |  | 1.17%  | 1.17%  |
| هاشمي طبا | هاشمي طبا       |  | 0.54%  | 0.54%  |
| الأصوات الصالحة | الأصوات الصالحة |  | 97.09% | 97.09% |
| أصوات غير صالحة | أصوات غير صالحة |  | 2.90%  | 2.90%  |